# سیستم تولید سلولی

سیستم تولید سلولی

سیستم تولید سلولی (به انگلیسی: cellular manufacturing) یک فرایند ساخت است که هدف آن جابه‌جایی سریع و تولید انواع گسترده از محصولاتی مشابه به همراه کمترین ضایعات ممکن است. سیستم تولید سلولی از تعدادی سلول در یک خط مونتاژ بهره می‌برد. هر یک از این سلول‌ها از یک یا چند ماشین مختلف که یک کار معین را انجام می‌دهند، تشکیل می‌شوند. محصول از یک سلول به سلول دیگر می‌رود، و هر ایستگاه بخشی از فرایند را تکمیل می‌کند. معمولا سلول‌ها در آرایش U شکل قرار می‌گیرند، زیرا این آرایش به ناظر امکان جابه‌حایی کمتر و نظارت بهتر بر کل فرایند را می‌دهد. یکی از بزرگترین مزایای این روش انعطاف‌پذیر بودن آن است. از آن جا که اکثر ماشین‌ها اتومات هستند، تغییرات کوچک به سادگی قابل انجام‌اند. این ویژگی امکان مقیاس‌گذاری گسترده برای یک محصول، تغییرات جزئی در طراحی کلی، و در برخی موارد تغییر کامل طراحی را می‌دهد.

## سلول
یک سلول با یکپارچه‌سازی فرایندهای مورد نیاز برای ایجاد یک خروجی به خصوص ایجاد می‌شود.  این سلول‌ها منجر به کاهش گام‌های فرعی در فرایند به دست آوردن خروجی مخصوص می‌شود و باعث شناسایی سریع نقص‌ها می‌گردد. همچنین کارکنان در یک سلول را به حل مشکلاتی که به وجود می‌آید، تشویق می‌کند. پس از اجرا، سیستم تولید سلولی به طور قابل ملاحظه‌ای سبب افزایش بهره‌وری و کیفیت و نیز کاهش موجودی انبار، فضا و زمان لازم جهت ساخت محصول می‌گردد.

## تاریخچه
سیستم تولید سلولی از زیرشاخه‌های تکنولوژی گروهی است، که توسط رالف ئی. فلاندر (به انگلیسی: Flanders)  در سال 1952 پیشنهاد شد و توسط میتروفانوف (به انگلیسی: Mitrafanov) در روسیه در سال 1933 (کتابش  در سال 1959 به انگلیسی ترجمه شد) اتخاذ شد.
ظاهرا ژاپنی‌ها آغازگر اجرای سیستم تولید سلولی در دهه 1970 میلادی بودند، و در دهه 1980 این سلول‌ها به ایالات متحده به عنوان المانی از تولید به‌هنگام کوچ کرد.

## طراحی سلول
سلول‌ها جهت تسهیل کردن خط تولید در یک کارخانه ایجاد می‌شوند. این امر با گرد هم آوردن عملیات و ماشین‌ها و یا نیروی انسانی دست‌اندرکار یکی از سلسله فرایندهای پردازش یک محصول و گروه کردن آنان با یکدیگر، به گونه‌ای که متمایز با واحدهای دیگر باشند، انجام می‌شود. این گروه کردن سلول نام دارد. این سلول‌ها برای بهبود بخشیدن به فاکتورهای بسیاری در در یک واحد تولیدی با مقدور ساختن خط (روش) تولید پیوسته، به کار می‌روند. یک مثال از خط (روش) تولید پیوسته، تولید یک جعبه فلزی است که اجزای نیازمند به مونتاژ آن از فروشندگان مختلف در بخش‌های جدا به کارخانه می‌رسد. ابتدا تکه‌های فلزی از انبار به سمت سلول جابه‌جا می‌شوند. در آن جا جوش خورده، صیقل داده شده، با روکش سطحشان را پوشانده و در نهایت بسته‌بندی می‌شوند. تمامی این گام‌ها در یک سلول واحد طی می‌شود تا عوامل زیادی همچون زمان لازم برای انتقال مواد در بین مراحل کمینه شود. برخی از شکل‌های معمول سلول واحد عبارتند از: U شکل ( مناسب برای انتقال و جابه‌جایی سریع کاگران)، خط مستقیم یا L شکل. تعداد کارگران در این پیکربندی‌ها به تقاضای جاری وابسته است و قابل تعدیل کردن برای افزایش یا کاهش تولید می‌باشد. برای مثال، اگر یک سلول معمولا توسط دو کارگر اشغال باشد و تقاضا دو برابر شود، چهار کارگر می‌بایست در سلول قرار داده شود و اگر تقاضا نصف شود، یک کارگر در سلول خواهد بود.  از آن جا که در هر سلول‌ تجهیزات متنوعی وجود دارد، لازم است تا هر یک از کارکنان در فرایندهای مختلف مهارت داشته باشند

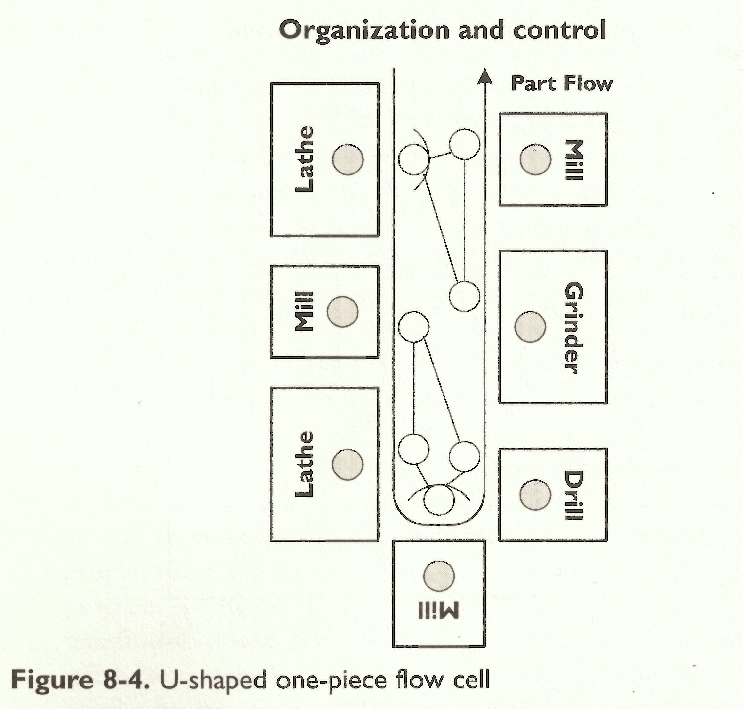
این تصویر از Toyota way نشان دهنده طراحی یک سلول U شکل است که در آن دو کارگر مشغول کاراند

تشکیل سلول‌ها مزیت‌های گوناگونی دارد. تشخیص ناکارآمدی‌ها، مانند کارگری که نسبتا منفعل می‌باشد، به سرعت از طریق نظارت بر سلول‌ها ممکن است. حل این ناکارآمدی‌ها می‌تواند تولید و بهره‌وری را تا سقف حتی 100 درصد نیز افزایش دهد. به علاوه، آرایش سلول‌ها فضای زیادی را در محیط‌های ساخت / مونتاژ (با گذاردن کالاها تنها در جایی که نیاز است) در اختیار قرار می‌دهد، ایمنی را در محیط کار ارتقا می‌دهد ( با توجه به تعداد کمتر محصول / تجهیزات به کار گرفته شده ) ، روحیه جمعی را بهبود می‌بخشد (با شریک کردن در حس داشتن دستاورد و رضایتمندی) و از هزینه انبارداری می‌کاهد.
علیرغم مزایای طراحی خط (روش) تولید پیوسته، آرایش یک سلول پیش از اجرا باید محتاطانه در نظر گرفته شود. استفاده از تجهیزات پیچیده و گران‌‌قیمت که احتمال خراب شدن آن وجود داشته باشد، می‌تواند سبب تاخیر زیاد در تولید و تخریب خروجی گردد.

## فرایند اجرا
برای اجرای سیستم تولید به روش سلولی، چند مرحله باید طی شود. ابتدا بخش‌هایی که قرار است ایجاد کنیم می‌بایست بر اساس شباهت  ( در الزامات طراحی یا ساخت ) تبدیل به یک خانواده شوند. آنگاه یک تجزیه و تحلیل سیستماتیک از هر خانواده انجام خواهد شد؛ به طور معمول به شکل  تجزیه و تحلیل جریان تولید(PFA) برای خانواده‌های ساخت و یا بررسی داده‌های طراحی / تولید برای خانواده‌های طراحی می‌باشد. این تجزیه و تحلیل می‌تواند زمان‌بر و پرهزینه باشد، اما چون برای هر خانواده نیاز به خلق یک سلول هست، حائز اهمیت می‌باشد.  خوشه‌کردن ماشین‌آلات و اجزاء مختلف از محبوب‌ترین روش‌های تجزیه و تحلیل جریان تولید است. الگوریتم‌های گروه‌بندی قطعات ماشین شامل خوشه‌سازی ترتیبی (Rank Order Clustering)، خوشه‌سازی ترتیبی اصلاح‌شده (Modified Rank Order Clustering) و ضرایب شباهت است.
همچنین شماری از مدل‌ها و الگوریتم‌های ریاضی برای کمک در برنامه‌ریزی یک مرکز تولید به روش سلولی وجود دارد که متغیرهای مهمی را نظیر مکان‌یابی شرکت‌های چندگانه، تخصیص چند بازاری به همراه برنامه‌ریزی تولید در نظر می‌گیرد. هنگامی که این متغیرها با در نظر گرفتن مقداری عدم قطعیت تعیین شوند، عملیات بهینه‌سازی برای کمینه کردن عواملی چون کنترل ماده درون سلولی، حمل و نقل بیرونی، هزینه تمام شده برای تولید هر بخش در هر کارخانه و دستمزد کارکنان اجرا می‌شود.

## مزایا و هزینه‌ها
سیستم تولید سلولی فرایندهای پراکنده را دور هم گرد می‌آورد تا مسیرهای کوتاه و متمرکز در فضای فیزیکی متمرکز پدید آورد. چنین ساختاری زمان و مسافت جریان، فضای کف، انبار، اوراق و دوباره‌کاری را (به دلیل یافتن سریع ناهمنوایی‌ها) کاهش می‌دهد. همچنین سلول‌ها ساده‌تر و ارزش اعتباری بیشتری خواهند داشت؛ چرا که هزینه‌ی آیتم‌های تولید بیشتر شامل سلول می‌باشد تا اینکه در زمان گزارش شده پخش شده باشند. 
تولید به روش سلولی کنترل تولید و کیفیت را تسهیل می‌کند. سلول‌هایی که در حجم و یا کیفیت ضعیف عمل می‌کنند به سادگی قابل ایزوله‌سازی و سپس بهبود می‌باشند.  بخش بخش کردن فرایند تولید کمک به یافتن هر چه سریع‌تر معایب می‌کند و در چنین شرایطی ، این که کدام بخش تحت تاثیر این عیب قرار دارد، مشهودتر است.
از طرفی در اجرای سیستم تولید سلولی محدودیت‌هایی قرار دارد. برخی معتقدند که این روش می‌تواند به کاهش انعطاف‌پذیری در تولید بینجامد. به طور معمول سلول‌ها برای برقرار داشتن حجم تولیدی مخصوصی ایجاد شده‌اند. در صورت کاهش تقاضا و یا کمیت خاصی، سلول‌ها می‌بایست مجددا آراسته شوند تا با الزامات جدید سازگار گردند، که این عملیات می‌تواند هزینه‌بر باشد. 